# Feldhase
Der Feldhase (Lepus europaeus), kurz auch Hase genannt, ist ein Säugetier aus der Familie der Hasen (Leporidae). Die Art besiedelt offene und halboffene Landschaften. Das natürliche Verbreitungsgebiet umfasst weite Teile der südwestlichen Paläarktis; durch zahlreiche Einbürgerungen kommt der Feldhase heute jedoch auf fast allen Kontinenten vor. Aufgrund der starken Intensivierung der Landwirtschaft ist der Bestand des Feldhasen in vielen Regionen Europas rückläufig. Die Schutzgemeinschaft Deutsches Wild erklärte den Feldhasen für das Jahr 2001 und erneut 2015 zum Tier des Jahres.

## Merkmale
| 2 | · | 0 | · | 3 | · | 3 | = 28 |
| 1 | · | 0 | · | 2 | · | 3 | = 28 |

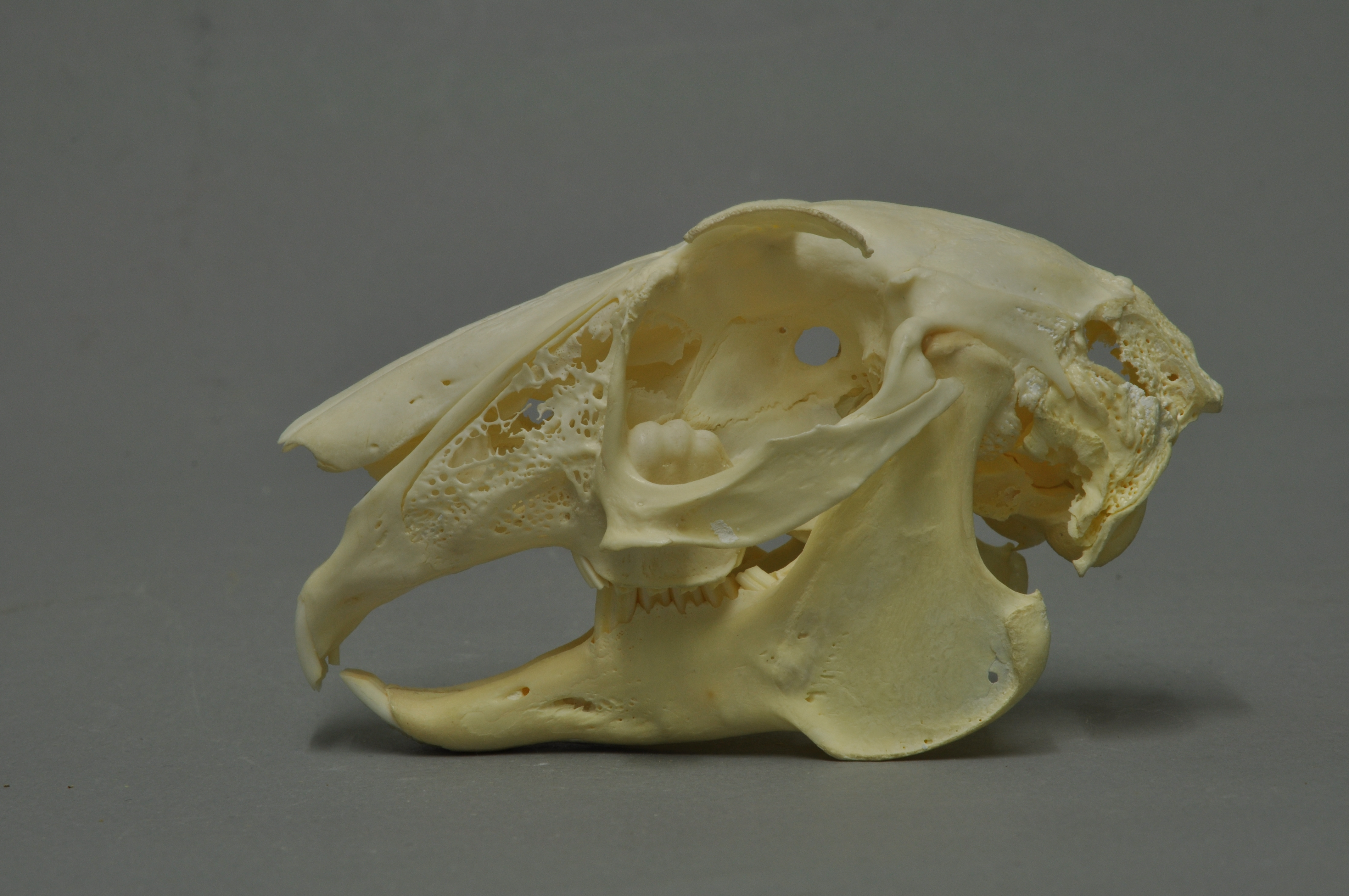
Schädel des Lepus europaeus

Zusammen mit dem Schneehasen ist der Feldhase der größte Hasenartige Europas. Die Kopf-Rumpf-Länge beträgt 55 bis 68 Zentimeter, die Schwanzlänge 75 bis 140 Millimeter, die Länge der Hinterfüße 124 bis 185 und die Ohrlänge 100 bis 140 Millimeter. Ausgewachsene Tiere wiegen 3,5 bis etwa 5,0 Kilogramm.
Das Fell ist lang, die Deckhaare sind im größten Teil des Verbreitungsgebietes gebogen, nur im Kaukasus und in Kleinasien sind sie gerade. Die Wollhaare haben eine weiße Basis. Der Rücken ist variabel gefärbt und kann gelblich grau, ockerbraun oder braunrot mit gelben Schattierungen und schwarz gesprenkelt sein. Der Rücken ist dunkler als die Körperseiten und das Gesicht. Die Flanken sind mehr rostgelb oder rötlich braun. Kopf und Hals, die Brust sowie die Beine sind hellbraun, der Bauch ist cremeweiß. Die Ohren sind blassgrau und zeigen an der Spitze einen schwarzen, etwa dreieckigen Fleck. Der Schwanz ist auf der Oberseite schwarz, unterseits weiß. Im Winterfell sind die Kopfseiten einschließlich der Ohrbasis weißer und die Hüften mehr grau.

## Verbreitung und Lebensraum

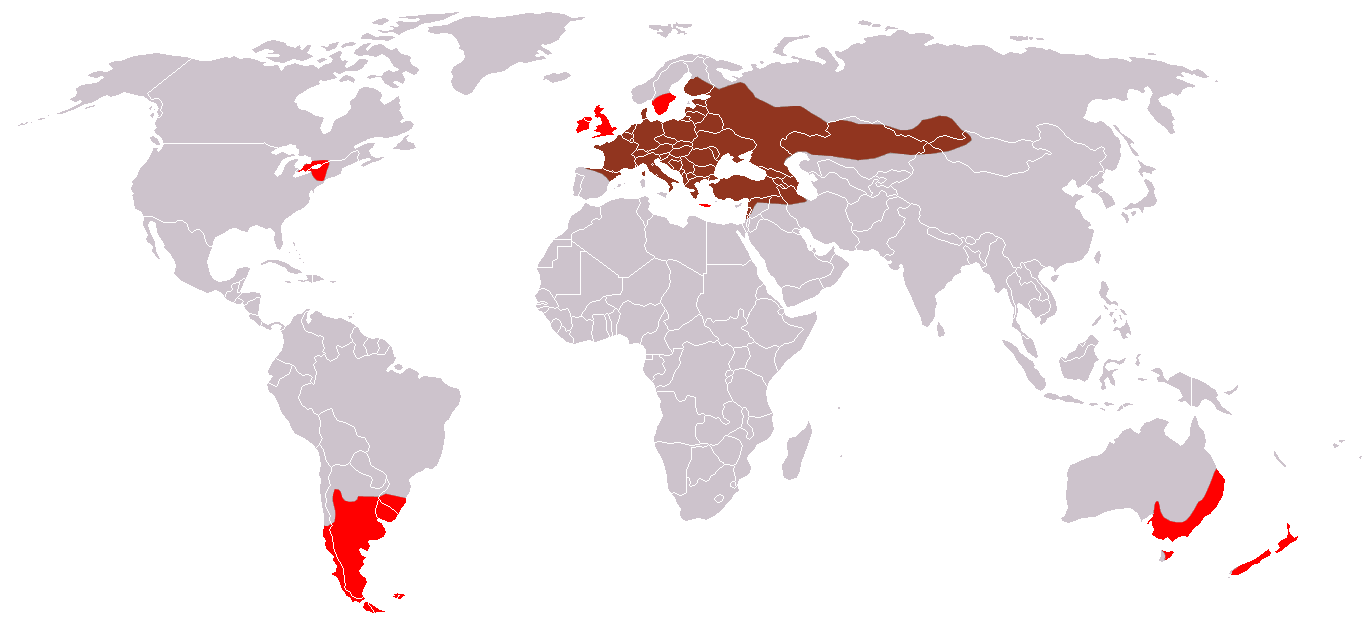
Verbreitung des Feldhasen: ursprünglich (braun), eingebürgert (rot)

Das natürliche Verbreitungsgebiet des Feldhasen umfasst große Teile der südwestlichen Paläarktis. Es reicht in West-Ost-Richtung vom nördlichen zentralen Spanien und der Bretagne bis in den Südwesten Sibiriens und in den Nordwesten der Mongolei. In Nord-Süd-Richtung reicht das Areal von Dänemark und – unter Aussparung des größten Teils von Skandinavien – etwa der Mitte Finnlands bis Nordspanien, bis in das nördliche Italien und bis in den Süden Griechenlands; weiter östlich bis in den Norden des Irans. Die Art wurde vor allem aus jagdlichen Gründen in vielen weiteren Gebieten Europas und darüber hinaus auf weiteren Kontinenten eingebürgert. In Europa wurde die Art vom Menschen in Großbritannien und Nordirland, in Südschweden, auf Korsika und im Süden Italiens etabliert. Große Bestände gibt es heute außerdem im Nordosten der USA, im Süden Südamerikas, im Süden und Osten Australiens einschließlich Tasmanien sowie in Neuseeland.
Die relativ wärmeliebende Art bewohnt offene und halboffene Landschaften wie lichte Wälder, Steppen, Dünen und die Agrarlandschaft mit Hecken, Büschen oder angrenzenden Wäldern von Meereshöhe bis in 2500 Meter.
In Brandenburg haben statistische Erhebungen zu Beginn des 21. Jahrhunderts ergeben, dass es durchschnittlich noch rund 8–10 Feldhasen pro Quadratkilometer gibt. Umweltschützer und Biologen beobachten, dass Hasenpopulationen immer mehr an den Rand oder in große Grünflächen von Städten umsiedeln. Als Ursache vermuten die Experten, dass die natürlichen Feinde der Hasen hier kaum anzutreffen sind. Der Bezirk Lichtenberg von Berlin hat im Jahr 2016 ein Mitmachprojekt zur Beobachtung und Zählung der Population durch alle Bürger ins Leben gerufen. Die Zählung im Berliner Bezirk Lichtenberg ergab eine Zahl von 15 Individuen je Quadratkilometer, das sind 4 mehr als der Bundesdurchschnitt.

## Lebensweise

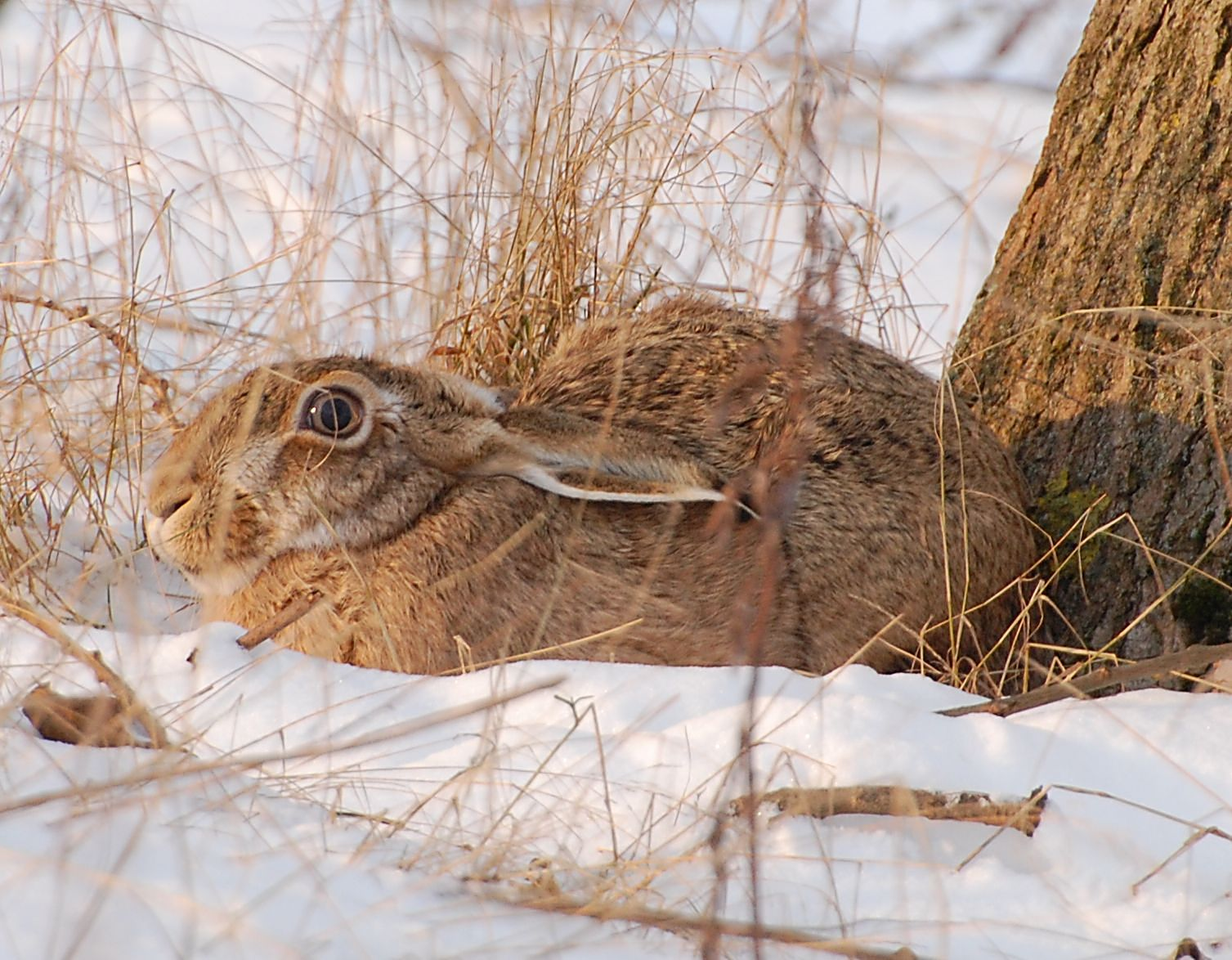
Sich in der Sasse „drückender“ Feldhase mit angelegten Ohren und aufmerksamem Blick

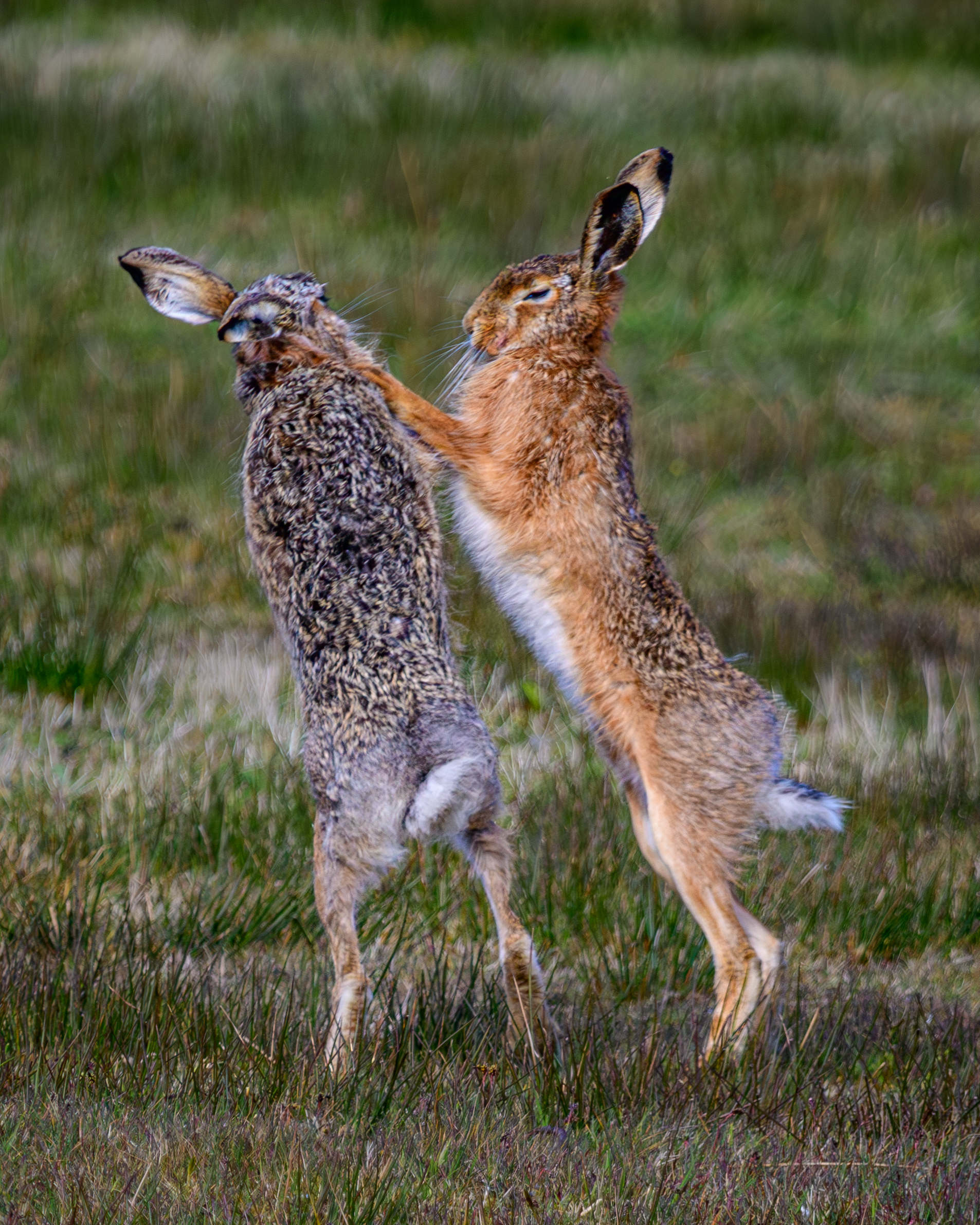
Boxende Feldhasen auf Spiekeroog

Der Feldhase ist überwiegend dämmerungs- und nachtaktiv, vor allem am Anfang der Fortpflanzungszeit im Spätwinter und im Frühjahr aber auch tagaktiv. Die Tiere sind außerhalb der Paarungszeit Einzelgänger und ruhen am Tag in Sasse genannten, flachen, meist gut gedeckten Mulden. Bei Gefahr „drücken“ sie sich bewegungslos an den Boden und ergreifen erst im letzten Moment die Flucht. Feldhasen erreichen dabei über kurze Distanz Geschwindigkeiten bis zu 70 km pro Stunde und springen bis zu 2 m hoch. Die Tiere können auch gut schwimmen.

### Ernährung
Feldhasen ernähren sich wie alle Echten Hasen pflanzlich. Sie fressen grüne Pflanzenteile, aber auch Knollen, Wurzeln und Getreide, ihren Blinddarmkot (Caecotrophie) sowie vor allem im Winter die Rinde junger Bäume.

### Fortpflanzung und Entwicklung

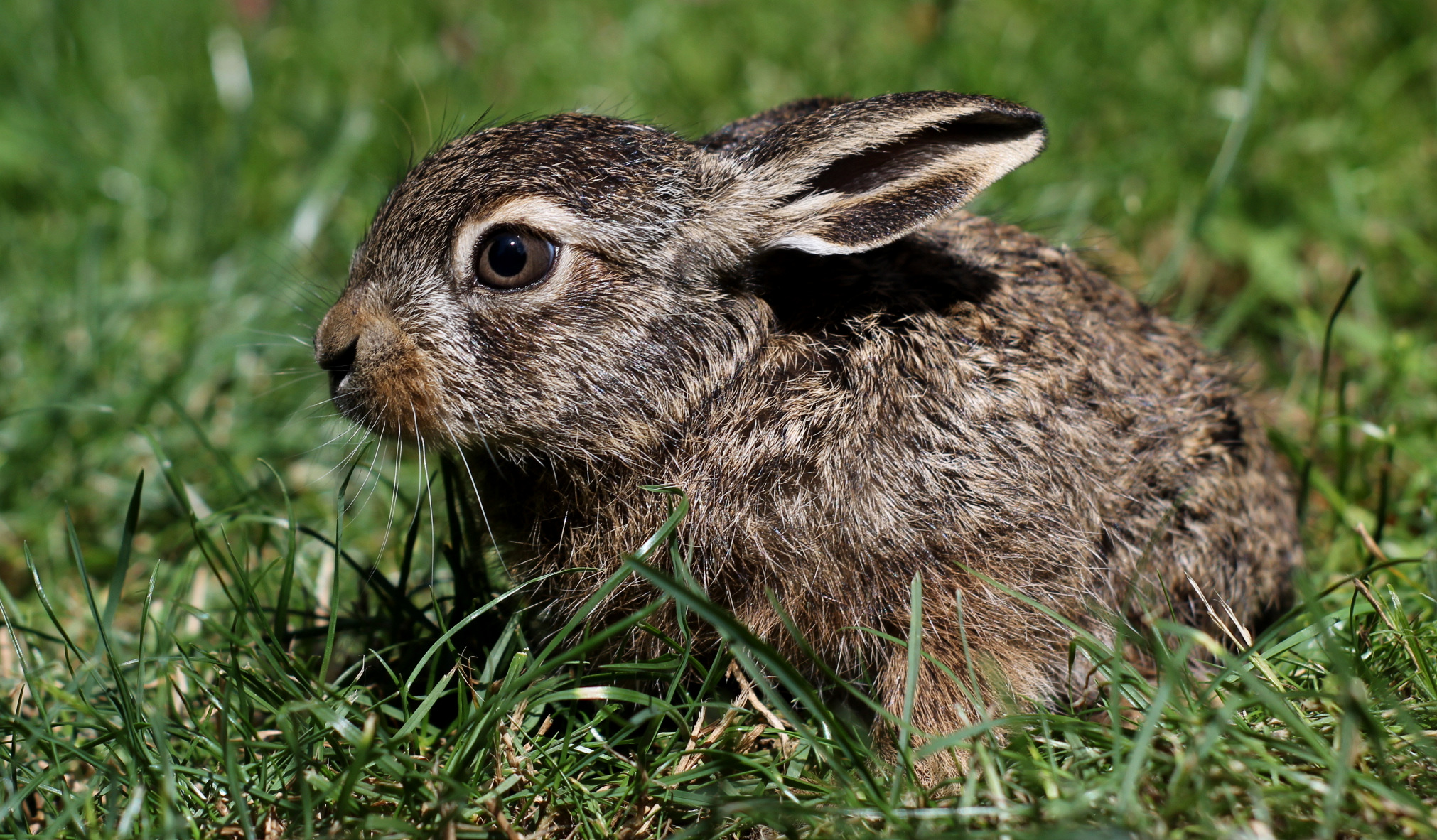
Junger Feldhase

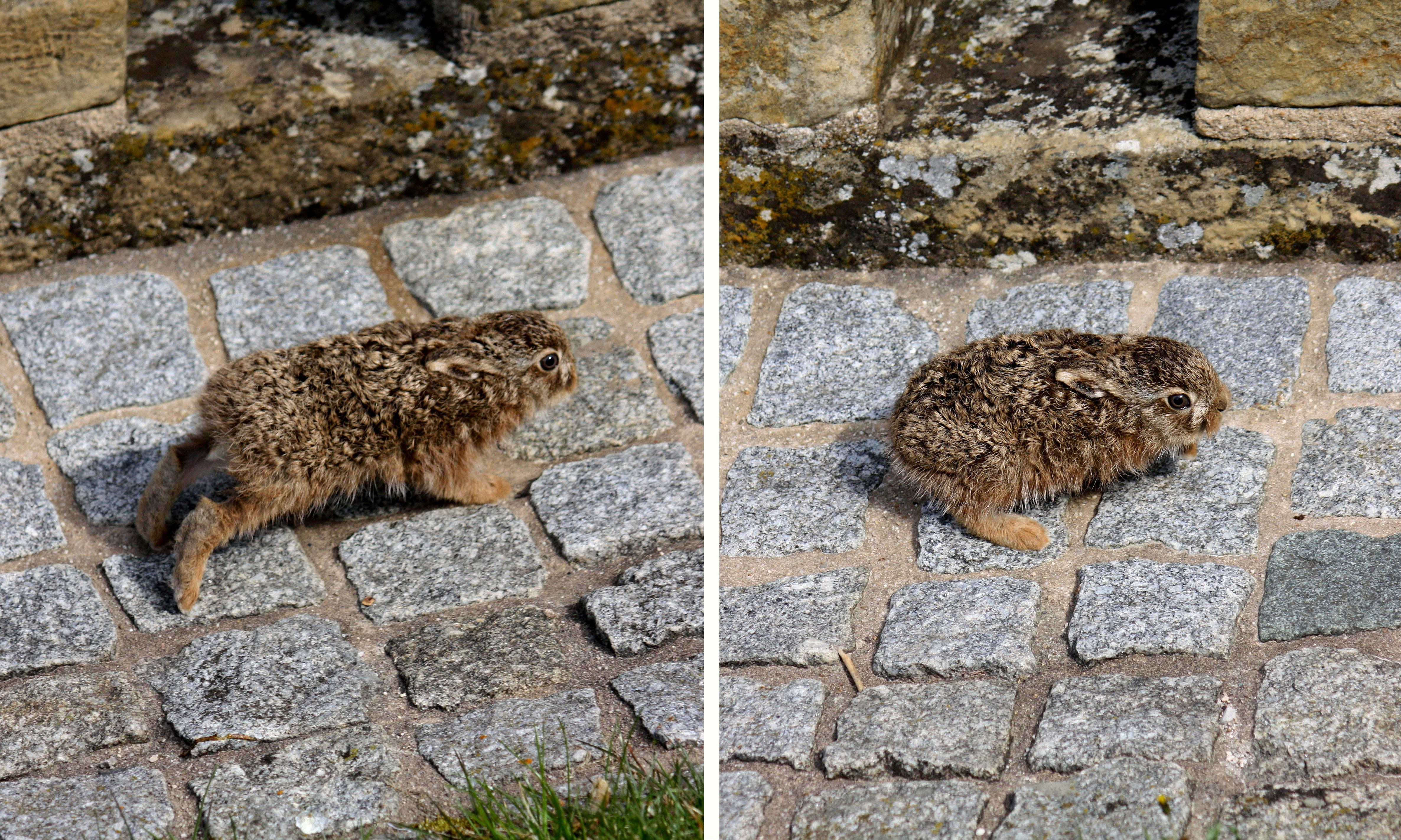
Bewegungsablauf bei einem jungen Feldhasen

Einerseits kämpfen Männchen um ein empfängnisbereites Weibchen, andererseits beteiligen sich die Weibchen auch an diesen Kämpfen. Dabei jagen sie sich und „boxen“, schlagen also mit den Vorderpfoten aufeinander ein. Warum sich die Häsinnen an den Kämpfen beteiligen, wird empirisch damit begründet, dass die Häsin den ausdauerndsten Rammler erst zur Begattung zulässt, wenn die Berührungssperre der solitär lebenden Tiere überwunden ist. Die bei diesen Kämpfen ausgerissenen Haarbüschel werden in der Jägersprache als Rammelwolle bezeichnet.
Die Fortpflanzungszeit dauert in Mitteleuropa von Januar bis Oktober, die Weibchen bekommen im Jahr 3- bis 4-mal Junge. Die Tragzeit beträgt etwa 42 Tage. Die Würfe umfassen 1–5, ausnahmsweise 6 Junge. Bei Feldhasen können parallele Schwangerschaften auftreten, ein Phänomen, das als Superfötation bezeichnet wird. Dies bedeutet, dass ein Weibchen erneut trächtig werden kann, während es noch trächtig ist.
Die frisch geborenen Junghasen wiegen 100–150 g und sind wie bei allen Hasen ausgesprochene „Nestflüchter“, sie werden behaart und sehend geboren. Als Nestflüchter leben die Junghasen allein, aber nicht verlassen und sollten von Menschen weder angefasst, noch mitgenommen werden. Die Häsin kommt nur etwa zweimal am Tag zum Säugen. Das bisher bekannte Maximalalter im Freiland beträgt 12,5 Jahre, jedoch wird über die Hälfte der Hasen kein Jahr alt.

### Natürliche Feinde
Weltweit zählen Hasen zu den Beutetieren für Prädatoren und Fleischfresser. In Europa sind das unterschiedliche Raubtiere, Greifvögel und Rabenvögel, die insbesondere den Großteil der Junghasen erbeuten.

### Parasiten
Der Fadenwurm Trichostrongylus retortaeformis ist ein häufiger Dünndarmparasit beim Feldhasen. In Italien wurde auch der mit Florida-Waldkaninchen aus Nordamerika eingeschleppte Magenwurm Obeliscoides cuniculi cuniculi beim Feldhasen nachgewiesen.

## Systematik
Der Feldhase wird als eigenständige Art innerhalb der Gattung der Echten Hasen (Lepus) eingeordnet. Die Art wurde 1778 von dem deutschen Naturforscher Peter Simon Pallas wissenschaftlich beschrieben und in die von Carl von Linné eingerichtete Gattung Lepus eingeordnet. Pallas gab keine Typuslokalität an, spätere Bearbeiter wie Édouard Louis Trouessart und Sergei Iwanowitsch Ognjow grenzten diese auf das südwestliche Polen ein. Teilweise wurde er aufgrund der morphologischen Ähnlichkeit mit dem Kaphasen (Lepus capensis) und dem Tolai-Hasen (Lepus tolai) als Ringspezies zusammengefasst und aufgrund der Benennungspriorität als Lepus capensis betrachtet.
Nach mehreren Analysen wurde der Artstatus der drei Arten etabliert, molekularbiologische Arbeiten legen jedoch teilweise eine erneute Zusammenfassung von Feldhase und Kaphase sowie weiteren Arten in Nordafrika zu einer Art oder einem sehr nahe verwandten Artenkomplex nahe, bei dem es vor allem aufgrund der geografischen Trennung kaum zu einem Genfluss kommt. Die Unterschiede im Genom sind nur sehr gering und würden die Artabgrenzung allein nicht oder nur unzureichend begründen. Die Diskussionen sind nicht abgeschlossen, da es für beide Hypothesen gute Argumente gibt, somit werden der Feldhase und der Kaphase bis zur weiteren Klärung als eigenständige Arten angesehen.
Innerhalb der Art werden zahlreiche Unterarten eingeordnet, wobei die Anzahl abhängig von der Quelle variieren kann. Die Klassifizierung erfolgt dabei vor allem auf der Basis von Körpergröße und Fellfarbe, wobei es vor allem aus Russland Studien gibt, dass es sich bei diesen Merkmalen um klinale Variationen und damit nicht um Unterarten handelt. Trotz der Unsicherheit werden nach aktuellen Systematiken mit der Nominatform aktuell 16 Unterarten unterschieden:
- Lepus europaeus europaeus Pallas, 1778: Nominatform, vor allem in West-Europa
- L. e. caspicus Hemprich and Ehrenberg, 1832: im Bereich der unteren Wolga, Kalmückien und dem westlichen Kasachstan
- L. e. connori Robinson, 1918: im nordwestlichen Iran
- L. e. creticus Barrett-Hamilton, 1903: auf Kreta
- L. e. cyprius Barrett-Hamilton, 1903: auf Zypern
- L. e. cyrensis Satunin, 1905: in Aserbaidschan und Transkaukasien
- L. e. hybridus Desmarest, 1822: in den baltischen Staaten, Belarus, der Ukraine, Finnland sowie dem westlichen bis zentralen Russland
- L. e. judeae (Gray, 1867): in Palästina
- L. e. karpathorum Hilzheimer, 1906: in den Karpaten
- L. e. medius Nilsson, 1820: in Dänemark
- L. e. occidentalis de Winton, 1898: in Großbritannien
- L. e. parnassius Miller, 1903: im zentralen Griechenland
- L. e. ponticus Ognec, 1929: an den russischen Küsten des Schwarzen Meeres
- L. e. rhodius Festa, 1914: auf Rhodos
- L. e. syriacus Hemprich and Ehrenberg, 1832: in Syrien
- L. e. transsylvanicus Matschie, 1901: in Ost- und Südost-Europa

## Bestand und Gefährdung

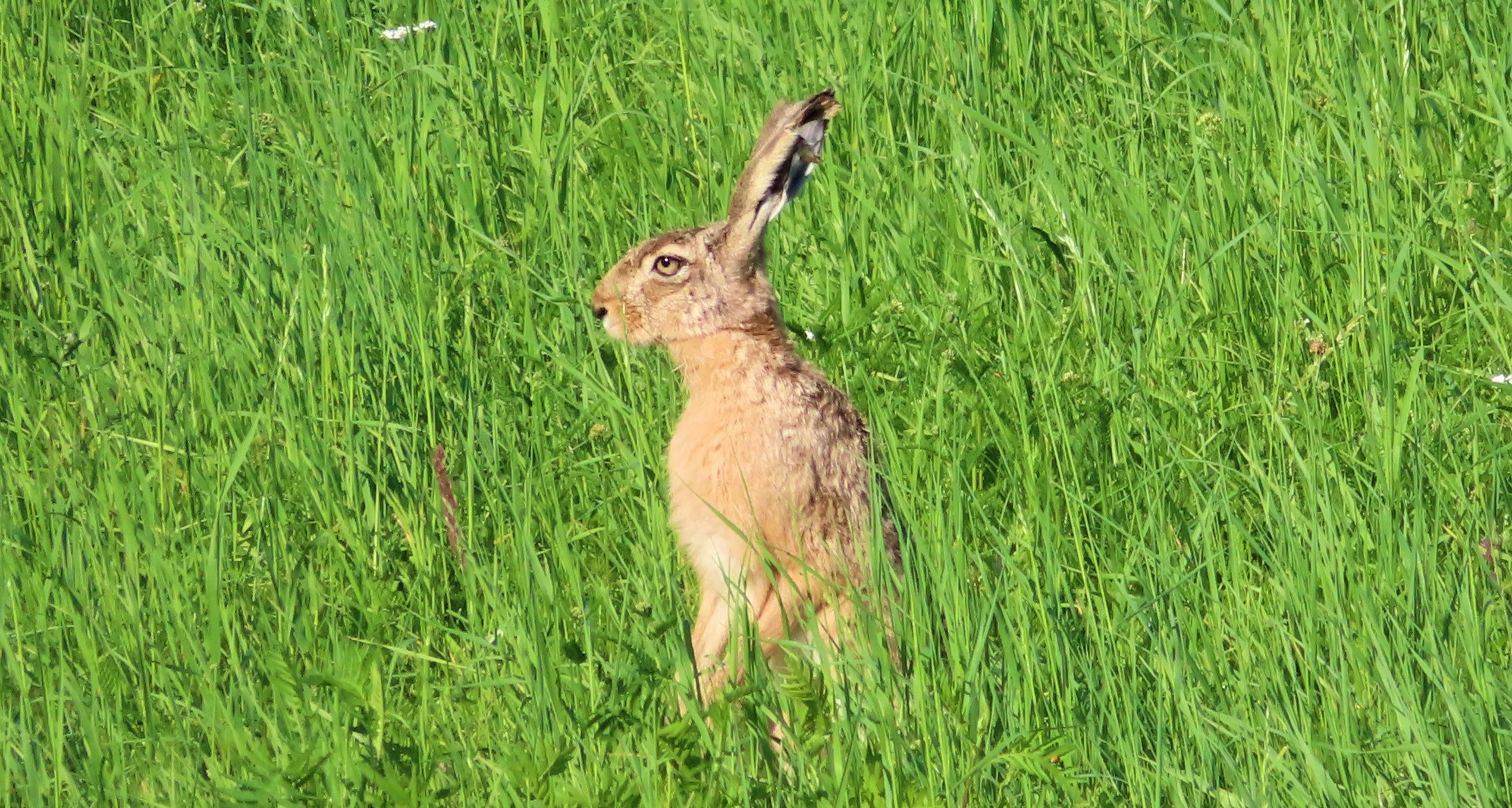
Wachsamer Feldhase

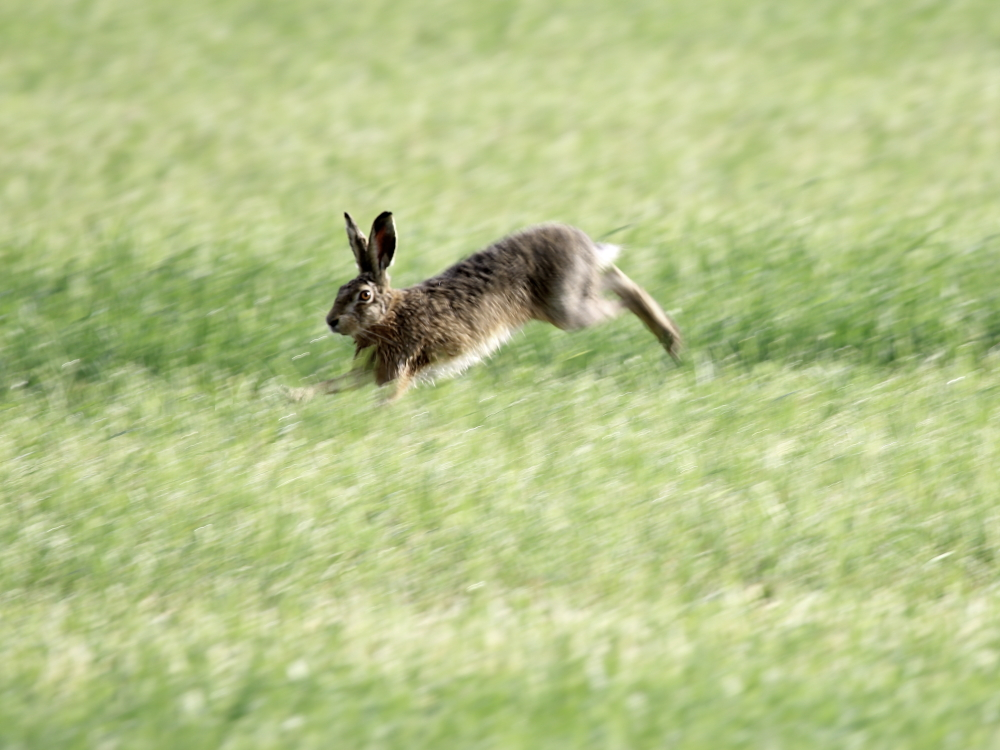
Fliehender Feldhase

Seit den 1960er Jahren ist der Bestand in vielen Teilen Europas stark abnehmend. Als Hauptgrund wird recht einheitlich die starke Intensivierung der Landwirtschaft angesehen, insbesondere der massive Einsatz von Dünger und Pestiziden sowie der intensive Maschineneinsatz. Untersuchungen in den Jahren 2004 bis 2009 ergaben, dass sich insbesondere der Anbau von Wintergetreide, Raps und Mais auf immer größeren Feldern negativ auswirkt. Schwindende Saum-, Kraut- und Staudenfluren und eine Reduzierung der Brachflächen um fast drei Viertel innerhalb der letzten zehn Jahre sind bedeutende Faktoren des Bestandrückgangs. In Deutschland wird die Art daher in der Roten Liste als „gefährdet“ (Kategorie 3) geführt, in einigen Bundesländern wie Brandenburg und Sachsen-Anhalt als „stark gefährdet“ (Kategorie 2). Der Weltbestand gilt laut IUCN als ungefährdet („least concern“).
Im Jahr 2016 lebten auf deutschen Feldern und Wiesen durchschnittlich 11 Hasen pro Quadratkilometer (2011 waren es 12), wobei regional starke Unterschiede vorlagen. Die niedrigsten Bestände finden sich in den neuen Bundesländern mit durchschnittlich 5 Tieren, in Sachsen nur 3, während in Nordrhein-Westfalen die größte Population mit durchschnittlich 17 Feldhasen pro Quadratkilometer anzutreffen ist (zum Vergleich: 2011 waren es in Niedersachsen und Schleswig-Holstein durchschnittlich 26). Nach Hochrechnungen lebten 2011 ungefähr vier Millionen, 2016 etwa zwei bis drei Millionen Feldhasen in Deutschland.

## Mensch und Feldhase

### Straßenverkehr
Auf den Straßen finden viele Hasen den Tod. Nach Schätzungen des Deutschen Jagdverbandes fallen in Deutschland jährlich ungefähr 60.000 Feldhasen dem Straßenverkehr zum Opfer. Ähnlich sieht es in Österreich aus. Dort waren es 2016 rund 23.200 Hasen.

### Bejagung, Nutzung
Feldhasen werden in fast allen Ländern Europas bejagt. Neben dem Fleisch wird vor allem das Haar zur Herstellung feiner Hutfilze genutzt. Das Hasenhirn wurde früher in der Heilkunde verwendet. Die Hasenhaarschneiderei bildete ehedem einen eigenen Berufszweig. Für die Pelzverarbeitung wird das Feldhasenfell nur wenig verwendet, in den vergleichenden Haltbarkeitstabellen steht es als geringststrapazierfähiger Pelz an letzter Stelle.
Die in Deutschland üblichen Jagdarten sind die Treibjagd und der Einzelansitz. Als flüchtendes Niederwild werden Hasen traditionell mit Flinten per Schrotschuss bejagt. In Deutschland wurden im Jagdjahr 1985/86 rund 825.000 Feldhasen geschossen, danach war die Zahl stark rückläufig und erreichte 1997/98 mit 406.000 erlegten Tieren ihren damals niedrigsten Stand. Nach einem zwischenzeitlichen Anstieg der Population wurden in Deutschland im Jahr 2003/04 rund 568.000 Feldhasen geschossen. Seitdem gingen die Jagdstrecken wieder zurück. Im Jagdjahr 2015/16 wurden 242.000 Hasen erlegt. Den regionalen Populationsunterschieden entsprechend, gibt es auch hier ganz erhebliche Unterschiede. Der Abschuss im Gesamtgebiet der neuen Bundesländer lag mit 9.000 Hasen bei 3 Prozent, in Bayern, Nordrhein-Westfalen und Niedersachsen mit gesamt knapp 200.000 bei über 82 Prozent der deutschen Jagdstrecke. Die Schonzeit beginnt Mitte Januar.
In der Jagdsaison 2015/16 betrug die Jagdstrecke in Österreich 120.400 Hasen. Auch hier gibt es gravierende Unterschiede zwischen den einzelnen Bundesländern. Niederösterreich hatte mit Abstand den höchsten Anteil mit 66.300, das entspricht 55 Prozent der Gesamtstrecke. Die Schonzeit beginnt in Österreich jährlich am 1. Januar. Die letzte Jagd wird Hasensilvester genannt.
Der manchmal verwendete Begriff Wildhase ist keine Klassifizierung. Er wird jedoch im Zusammenhang mit Hasenbraten und anderen Hasengerichten gebraucht.

### Jägersprache
Im Verlauf von Jahrhunderten hat sich eine eigene Ausdrucksweise in der Jägersprache entwickelt, die insbesondere Aussehen und Verhalten des zum Niederwild zählenden Feldhasen betreffen. Die Ohren heißen Löffel, die Augen Seher, der Schwanz Blume. Wegen seiner Gestalt wird er der Krumme genannt. In der Bewegung macht der Hase eine charakteristische Fluchtspur und geht anschließend in die Sasse.

### Kulturgeschichte

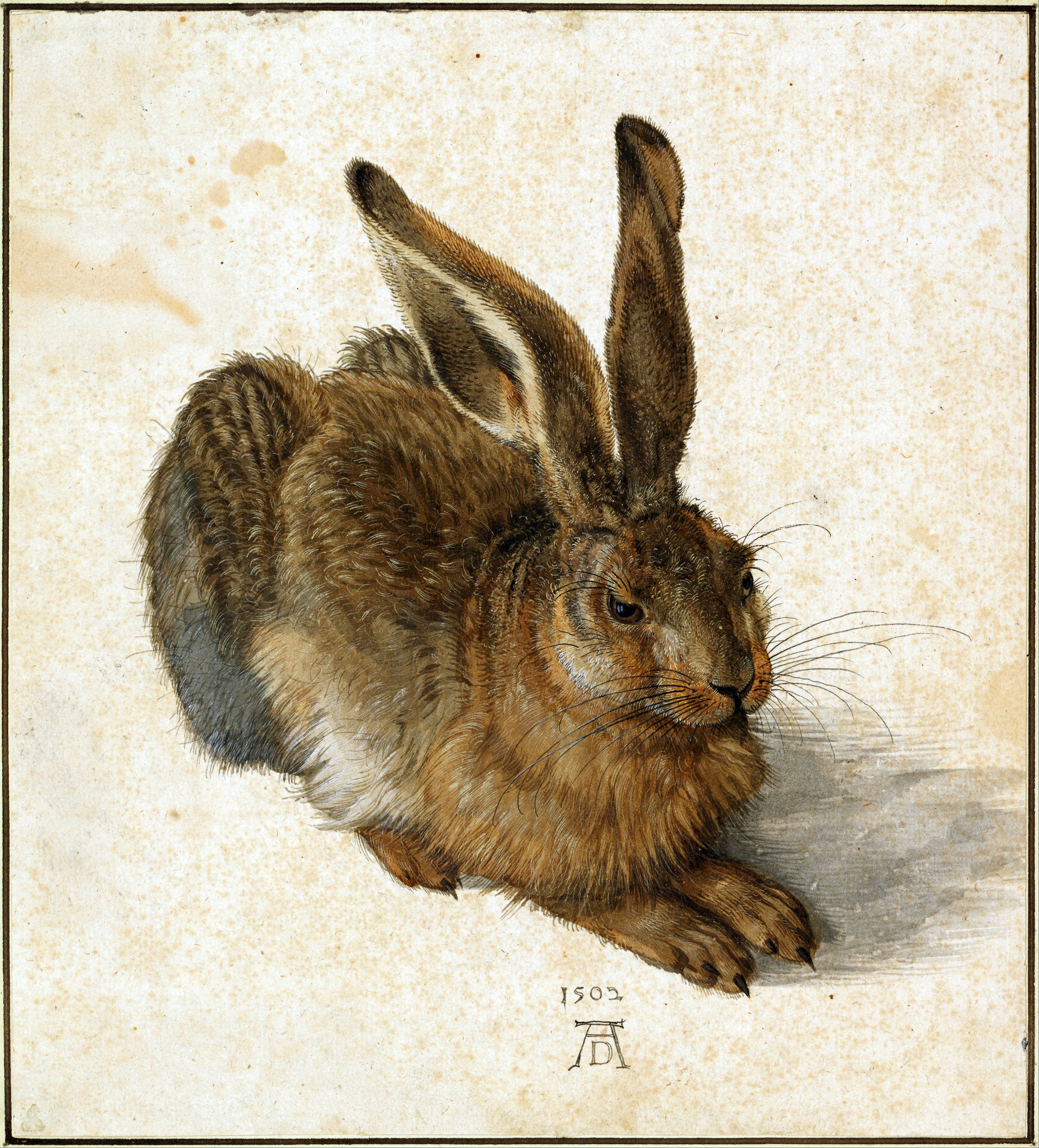
Albrecht Dürer: Feldhase, Aquarell (1502), Albertina, Wien

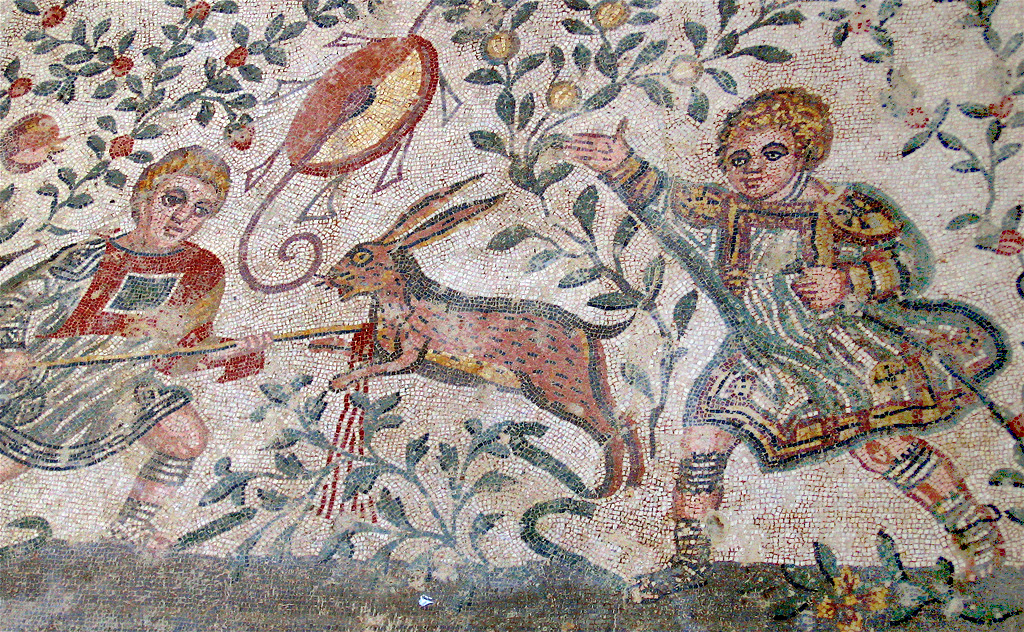
Darstellung einer Hasenjagd aus der Villa Romana del Casale

Als sehr verbreitetes heimisches Tier hat der Hase seinen Platz auch in Märchen (Der Hase und der Igel), Fabeln (Meister Lampe) und Redewendungen (Angsthase, Hasenfuß, Hasenpanier) gefunden. Sprichwörtlich sind seine Scheu, seine Schnelligkeit, seine Wendigkeit und seine langen Ohren. Er ist neben dem Ei zum Symbol der Fruchtbarkeit und des Osterfestes geworden. 751 bezeichnete Papst Zacharias in einem Brief an Bonifatius den Feldhasen (wohl im Rückgriff auf jüdische Speiseverbote) als unrein und verbot seinen Verzehr. Hingegen erlaubte der Erzbischof Theodor von Canterbury (602–690) den Genuss von Hasenfleisch und stellte die gesundheitsfördernde Wirkung heraus.
In römischer Zeit waren Jagddarstellungen ein beliebtes Thema in der Kunst, in diesem Rahmen werden auch öfter Hasenjagden gezeigt. Zahlreiche weitere Vorkommen des Hasen sind in der Kunst vorhanden. Sehr bekannt ist etwa das Bild eines jungen Feldhasen von Albrecht Dürer. Mit der Performance Wie man dem toten Hasen die Bilder erklärt führte Joseph Beuys den Hasen 1965 in die moderne Aktionskunst ein.